# Сократ Тодоров
Сократ Тодоров е български просветен деец и дипломат от началото на XX век.

## Биография
Сократ Тодоров е роден в османската столица Цариград в българско семейство. Учи в българското училище в Цариград, а след това във Френския султански лицей „Галатасарай“ в града, където е съученик на Симеон Радев. Към 1903–1904 година е учител в Одринската българска мъжка гимназия. След това Тодоров работи като драгоманин в българското консулство в Солун.
След злощастната за България Междусъюзническа война в 1913 година Тодоров, аташиран като драгоманин от гръцки и турски към руското консулство в Солун, е единствен защитник на българските интереси в анексираната от Гърция македонска столица. Докладите му са изключително важен исторически източник. След края на Първата световна война е аташиран към американската легация в Атина и изцяло поема защитата на българските интереси в Гърция до повторното отваряне на българско посолство в 1922 година.
| Рапорт на Тодоров до МВРИ за икономическите проблеми на Солун след края на Междусъюзническата война и желанието на богати търговци от еврейски и турски произход да напуснат града. Приложен е списък на 26 търговци с приблизителна оценка на техните капитали, 20 март 1914 г. |
| |
| Рапорт на Тодоров до МВРИ за извършване на погребения на гръцки бежанци в българските гробища в Кукуш махала в Солун, 14 юли 1914 г. |
| |